# Dauþuz
Dauþuz (gemeingermanisch für „Tod“) ist eine deutsche Metal-Band.

## Geschichte
Gegründet wurde die Band 2016 von den beiden Musikern Syderyth und Aragonyth, in deren musikalischer Vita bis dato Gruppen wie Wintarnaht und Seelenfrost standen. Inhaltlich arbeiten sie mit den „negativen Aspekten des (vor-)industriellen Bergbaus“ bzw. dem „traditionellen Bergbau“, sowie mit Sagen und geschichtlichen Überlieferungen.
Das Debütalbum In finstrer Teufe erschien als CD bei Stunde des Ideals Produktionen und in Neuauflagen 2017 als Kompaktkassette bei Nebular Winter Productions sowie 2018 als Schallplatte (Eigenproduktion) sowie in weiteren Neuauflagen.
Anschließend wechselte die Band zu Naturmacht Productions, wo von 2017 bis 2019 jedes Jahr ein neues Werk (jeweils auf CD und LP) veröffentlicht wurde, in zwei Fällen zusätzlich bei Sol Records auf Kassette. Seit 2020 sind Dauþuz bei Amor Fati Productions unter Vertrag.
Im Juni 2020 erschien die EP Grubenfall 1727 auf CD, LP und Kassette. Auf der EP befinden sich zwei bereits veröffentlichte Lieder, welche jedoch neu eingespielt wurden und ein beinahe 20-minütiges neues Lied, das den Abschluss der durchgehenden Geschichte dieser EP bildet. Gleichzeitig wurden von Amor Fati Productions alle vorangegangenen Veröffentlichungen als LP und CD wiederveröffentlicht. Im selben Jahr erschien auch die Split-LP Quintessenz, auf der Dauþuz mit einem Lied vertreten sind, als 12"-Vinyl über das Label Schattenpfade, sowie als CD über Sol Records.
2021 erschien das Konzeptalbum Vom schwarzen Schmied. In dieser fiktive Bergbausage und Menschheitsgeschichte dreht sich alles um das Leben des „Schwarzen Schmieds“, welcher als Protagonist den Verlauf der Geschichte, zum Teil mitgestaltet, sich später aber von der Menschheit aus Abscheu abwendet, um ihren langsamen Niedergang aus der Ferne zu betrachten. Ein Jahr später wurde das Album unter dem Titel „Vom schwarzen Schmied – Bergkgesænge“ neu Veröffentlicht. In dieser neuen Version, wurde komplett auf gutturalen Gesang verzichtet und alles neu eingesungen. Ein Black Metal lastiges Album mit rein cleanem Gesang und häufigem Chorgesang. Musikalisch wurden auch weitere Keyboardpassagen hinzugefügt und das gesamte Material neu abgemischt und gemastert.

## Stil
Ihren Stil beschreiben die beiden Musiker hinter der Band, die eigenen Angaben zufolge 400 km voneinander entfernt wohnen (Thüringen und Nordrhein-Westfalen), als „Gediegen Schwarzmetall“ oder Englisch „Mining Black Metal“. In einer Rezension zum dritten Studioalbum Monvmentvm wurde der Stil als ein „sehr melodischer und von Leads getragener Black Metal“ bezeichnet. An anderer Stelle hieß es, dass die Gruppe „harschen Black Metal mit atmosphärischen Elementen“ spiele, der „vielschichtige Gesang von harschem Screams bis Klargesang […] starke Emotionen“ hinzufüge und ruhige Passagen das Album auflockerten. Verglichen wird der Klang mit dem von Aaskereia und Odal.

## Rezeption
Die Festlegung auf die Bergmannsthematik sorgt dafür, dass die Band positiv(er) wahrgenommen wird. So urteilte ein Rezensent von Stormbringer zum dritten Album:

„Wäre ‚Monvmentvm‘ die X-te Huldigung an den Gehörnten oder die Berge und Wälder, wäre es eben ‚nur‘ eine gute und mustergültige Black-Metal-Platte. In seinem Gesamtkontext allerdings gewinnt die Scheibe darüber hinaus an künstlerischem Wert.“

Zwei Jahre zuvor wurde das Zweitwerk Die Grubenmähre von den Lesern von Metal.de im Durchschnitt mit neun Punkten (und damit mit zwei mehr als von der Redaktion) bewertet und hatte den Tenor „Album des Jahres“.
Zum Debüt hieß es, dass die beiden Musiker „perfekt die Arbeit, das Leiden und die Qual Untertage in Form von Erzählungen und Sagen der alten Zeit“ vertonten.

## Diskografie
- 2016: In finstrer Teufe (Album, CD, Stunde des Ideals Produktionen; MC, Nebular Winter Productions; LP/12"-Vinyl, Naturmacht Productions, re-release CD/LP Amor Fati Productions)
- 2017: Die Grubenmähre (Album, CD/12"-Vinyl, Naturmacht Productions; MC, Sol Records, re-release CD/LP Amor Fati Productions)
- 2018: Des Zwerges Fluch (EP, CD/12"-Vinyl, Naturmacht Productions; MC, Sol Records, re-release CD/LP Amor Fati Productions)
- 2019: Monvmentvm (Album, CD/12"-Vinyl/MC, Naturmacht Productions, re-release CD/LP Amor Fati Productions)
- 2020: Grubenfall 1727 (EP, CD/12"-Vinyl, Amor Fati Productions; MC, Sol Records)
- 2020: Quintessenz (Split, 12"-Vinyl, Schattenpfade; CD, Sol Records)
- 2021: Vom schwarzen Schmied (Album, CD/2x12"-Vinyl, Amor Fati Productions; MC, Sol Records)
- 2022: Vom schwarzen Schmied - Bergkgesænge (Album, CD/2x12"-Vinyl, Amor Fati Productions; MC, Helhallen Tonträger)
- 2024: Uranium (Album, CD/12"-Vinyl, Amor Fati Productions; MC, Archaic-Oath)